# القرفوف (ذي السفال)

تعديل مصدري - تعديل

القرفوف محلة تابعة لقرية السفنة، التابعة لعزلة خنوة بمديرية ذي السفال إحدى مديريات محافظة إب في الجمهورية اليمنية، بلغ تعداد سكانها 119 حسب تعداد اليمن لعام 2004.